# Hiperinflación china
La hiperinflación china fue la inflación extrema que surgió en China a fines de la década de 1930, se extendió a Taiwán después de la rendición japonesa en 1945 y concluyó a principios de la década de 1950.
En la reforma monetaria de 1935, el gobierno nacionalista de China abandonó el patrón plata tradicional, en respuesta a la deflación causada por el aumento de los precios de la plata, e introdujo su propio papel moneda, la Moneda Nacional China (CNC). Sin embargo, esta moneda se emitió sin suficiente respaldo crediticio o de reservas. La dependencia del gobierno nacionalista del gasto deficitario condujo a una expansión monetaria desenfrenada, que resultó en una rápida depreciación de la moneda. Esta situación se agravó por la carga financiera de la segunda guerra sino-japonesa y la posterior guerra civil china. Para controlar el aumento de precios, el gobierno intentó introducir una nueva moneda, el yuan de oro chino (GY) en 1948, junto con controles de precios y salarios, que resultaron inviables debido a la amplia corrupción y a los fallos administrativos.
La hiperinflación erosionó el apoyo popular a los nacionalistas en toda China, contribuyendo al colapso de la República de China continental. Por el contrario, la capacidad de los comunistas para controlarlo facilitó su ascenso al poder en China continental. En Taiwán, los nacionalistas finalmente restauraron la estabilidad financiera utilizando el oro chino que llevaron a la isla durante su retirada del continente y el apoyo financiero estadounidense.

## Orígenes

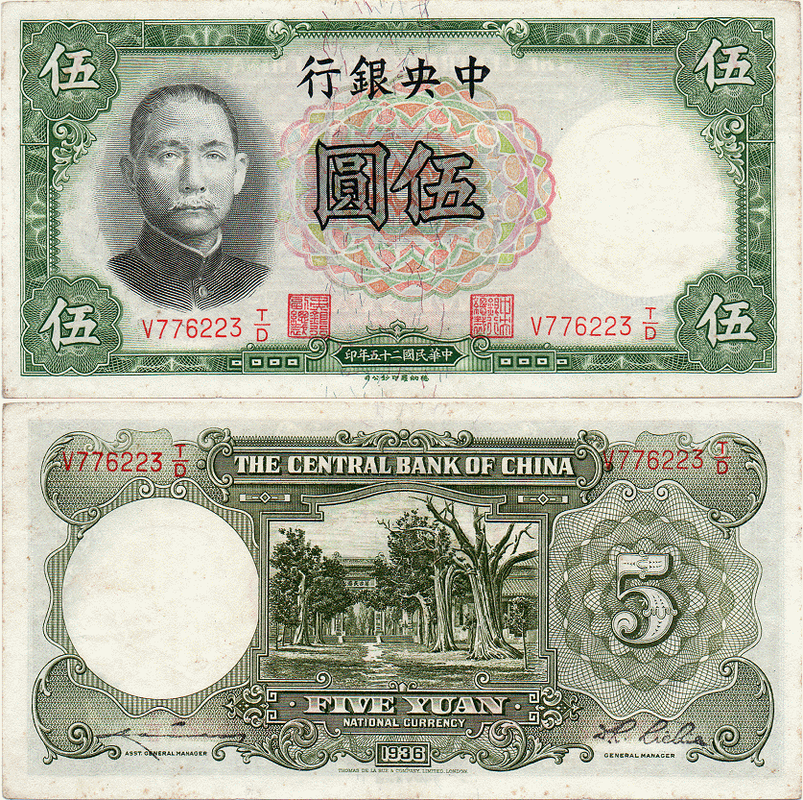
Un billete de 5 yuanes fabricado por CNC en 1936

En 1905, el gobierno imperial chino fundó el Banco Hubu, al que le otorgó la autoridad para emitir billetes. En ese momento, los líderes chinos, ya fueran conservadores o revolucionarios, creían que aumentar la emisión de billetes les permitiría gastar más que sus ingresos. Aunque los gobiernos republicanos posteriores intentaron unificar la moneda nacional, el progreso fue lento en 1937 debido a los conflictos internos y las preocupaciones sobre la intervención extranjera, ya que el plan potencialmente requería préstamos extranjeros sustanciales. Como resultado, los lingotes de plata todavía dominaban el mercado, circulaban e intercambiaban en diversas formas y pesos sin proporciones fijas.

### Fuga de plata en la década de 1930
En 1933, China era el único país importante que utilizaba el patrón plata. El uso de la plata protegió a China del impacto inicial de la Gran Depresión en 1929, ya que comerciaba principalmente con países que aplicaban el patrón oro, que vieron reducido el precio de la plata, lo que devaluó la moneda china. Sin embargo, el aumento de los precios mundiales de la plata a principios de la década de 1930, debido principalmente a las políticas de compra de plata en Occidente, provocó una deflación significativa en China, lo que desalentó las exportaciones chinas y dio lugar a un déficit comercial continuo. Los productos agrícolas baratos inundaron China mientras que la plata se esfumó.

### Reforma monetaria de 1935
En 1935, el gobierno nacionalista impuso una reforma para sustituir el patrón plata por el patrón de cambio, en la que se creó una nueva moneda de papel, la Moneda Nacional China (CNC). El gobierno se comprometió a establecer un Banco Central independiente que actuara como banco de reserva y a crear un comité supervisor con miembros responsables de la comunidad empresarial para supervisar la oferta monetaria. Sin embargo, ninguna de estas promesas se cumplió. En cambio, allanó el camino para que el gobierno expandiera la oferta monetaria sin restricciones.

## Segunda guerra sino-japonesa
La inflación inicial tras el abandono del patrón plata fue moderada. En Shanghái, los precios al por mayor cayeron un 23% entre 1931 y 1934, luego cayeron otro 1% en 1935, pero aumentaron un 24% en los dos años siguientes. Sin embargo, en 1937, con el estallido de la segunda guerra sino-japonesa, el gasto gubernamental aumentó drásticamente para los esfuerzos bélicos. El patrón papel y la inflación debilitaron a los chinos, que tuvieron que agotar las reservas de plata, que podrían haber sido utilizadas para financiar la guerra, para mantener la moneda.

Inflación en tiempos de guerra en las ciudades chinas, 1938-1945

| Año  | Nacionalista | Nacionalista | Comunista | Japonesa  |
| Año  | Chongqing    | Chengdu      | Fuping    | Tianjin   |
| ---- | ------------ | ------------ | --------- | --------- |
| 1938 | 126          | 128          | 100       | 143       |
| 1939 | 220          | 225          | 272       | 232       |
| 1940 | 569          | 665          | 1,092     | 506       |
| 1941 | 1,576        | 1,769        | 899       | 1,099     |
| 1942 | 4,408        | 4,559        | 1,469     | 3,453     |
| 1943 | 13,298       | 14,720       | 9,774     | 14,362    |
| 1944 | 43,050       | 56,965       | 34,483    | 284,302   |
| 1945 | 156,195      | 170,379      | 54,601    | 9,740,248 |

### China nacionalista

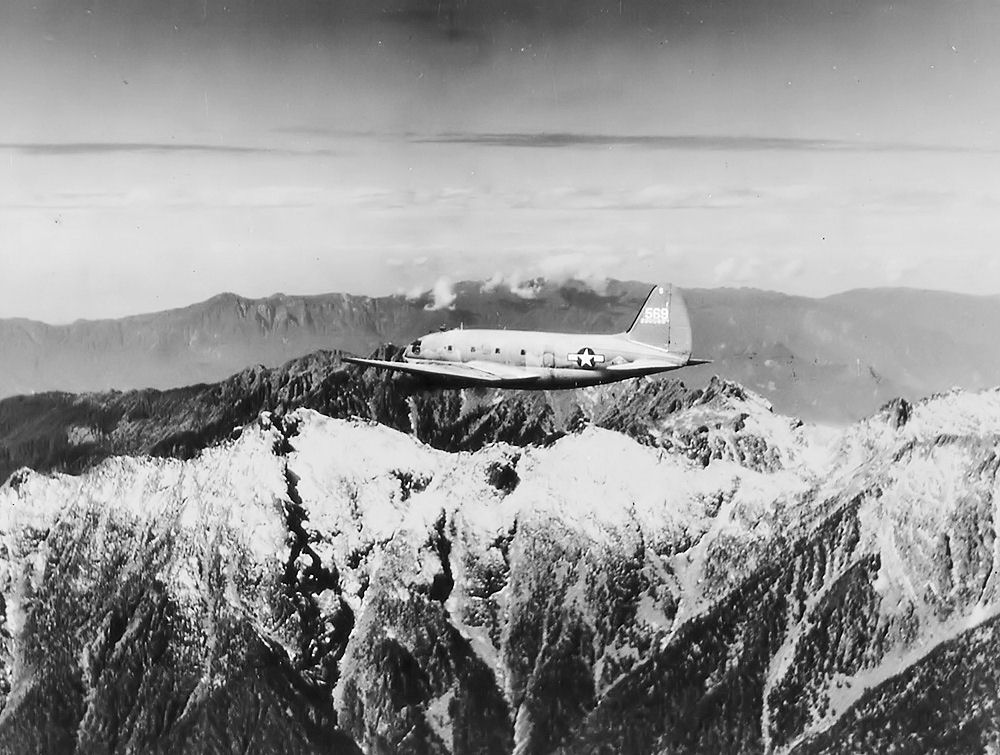
La Joroba fue la única ruta de importaciones para China entre 1942 y 1944

A partir de julio de 1937, el ejército japonés avanzó por el norte y el este de China, obligando al gobierno nacionalista a retirarse hacia el interior y abandonar importantes regiones agrícolas y manufactureras, así como centros de transporte clave para las importaciones y exportaciones. Esta retirada, combinada con los bloqueos japoneses de las rutas de transporte chinas, provocó aumentos repentinos de los precios en la China Libre. Cada victoria japonesa sucesiva exacerbó la situación. Por ejemplo, la caída de Wuhan y Guangzhou a fines de 1938 provocó un aumento del 72% en los precios de las importaciones. La invasión japonesa de Guangxi a fines de 1939 casi duplicó los precios de las importaciones en Chongqing. En cambio, los bienes producidos localmente, incluidos los alimentos y las materias primas agrícolas, mantuvieron precios estables hasta 1938, respaldados por una cosecha abundante en Sichuan ese año. Sin embargo, a partir de 1939, los precios de los bienes importados y locales comenzaron a aumentar a la par, a medida que alrededor de cinco millones de refugiados se desplazaban hacia el oeste, hacia la China Libre.
Desde el comienzo de la guerra, el gobierno chino comenzó a financiar sus esfuerzos mediante la emisión de bonos de guerra, que inicialmente gozaron de un fuerte apoyo público. A fines de 1938, el gasto gubernamental se había expandido no solo para el esfuerzo bélico, sino también para la reconstrucción y el desarrollo de las industrias del interior y la infraestructura de transporte. Esta expansión tenía como objetivo reforzar la infraestructura y sostener el esfuerzo bélico dentro de los territorios restantes controlados por China. En consecuencia, el gasto gubernamental aumentó un 33%, a pesar de que la administración ahora solo manejaba aproximadamente la mitad del país. Sin embargo, la confianza pública en los bonos de guerra disminuyó, lo que llevó a una disminución de las ventas de bonos desde 1938. Además, los nuevos impuestos limitados, que no se introdujeron hasta fines de 1939, no lograron compensar el gasto excesivo del gobierno. Como resultado, el déficit presupuestario siguió creciendo sin control. Con ingresos fiscales limitados provenientes de las regiones ocupadas y sin un mercado de bonos, China dependió de las instituciones bancarias para financiar los déficits, lo que condujo a una expansión monetaria.
La inflación, anteriormente moderada, aumentó después de que comenzó la Guerra del Pacífico. Tras el ataque japonés a Pearl Harbor en 1941, Japón se apoderó rápidamente de toda Shanghái y, en 1942, cortó la carretera de Birmania, una ruta de suministro crucial para China. Esto provocó una disminución del 50% de las importaciones en 1942 en comparación con el año anterior. A pesar de los esfuerzos por compensar con la ruta de transporte aéreo La Joroba sobre el Himalaya, en 1944, China solo recibía el 6% de las importaciones totales que había recibido en 1937. Además, la producción de arroz en el sur de China se enfrentó a resultados desfavorables, aunque la producción de trigo y cebada en Henan y Hebei experimentó ligeros aumentos. Debido a fallas administrativas, el gobierno nacionalista tuvo dificultades para aplicar medidas de control de precios, a pesar de haber emitido decretos a tal efecto. Ninguna de las estrategias del gobierno abordó la necesidad de frenar su propio déficit presupuestario, que seguía generando inflación.

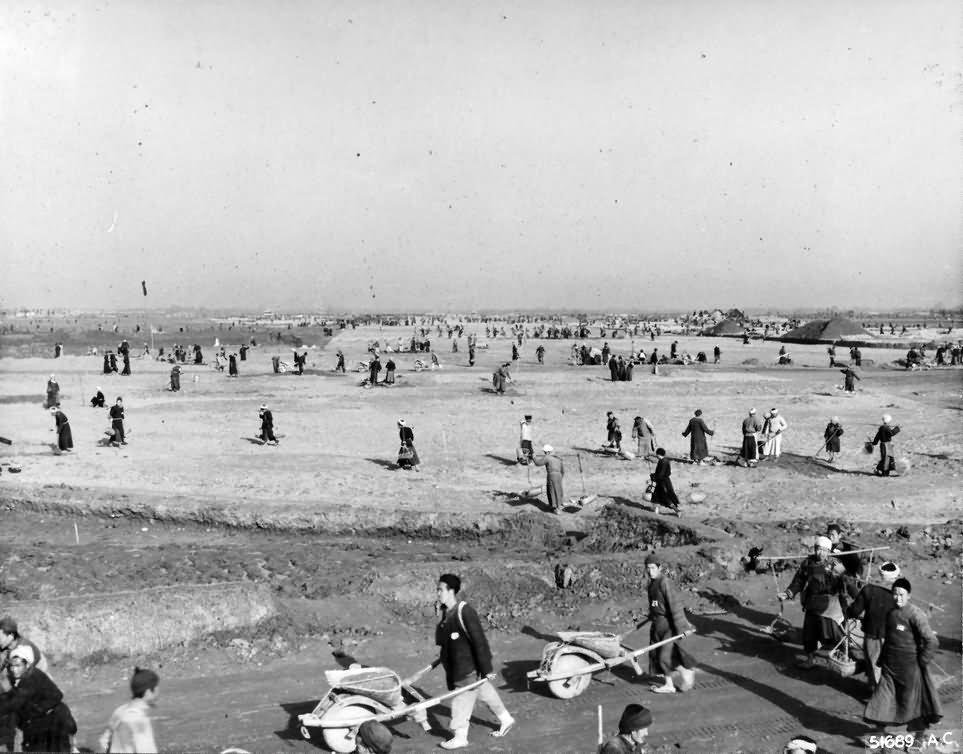
Construcción de bases para B-29 en China, febrero de 1944

Aunque el envío estadounidense de oro a China jugó un papel decisivo en la reducción de la inflación, la insistencia de China en el tipo de cambio oficial del CNC creó una grave tensión con su principal aliado, Estados Unidos. El Departamento del Tesoro de Estados Unidos también estaba descontento con la gestión del gobierno chino de la venta de oro que Estados Unidos había suministrado a China.
Las operaciones militares estadounidenses en China también contribuyeron a agravar las dificultades financieras del país. Además de proporcionar alimentos y alojamiento a las fuerzas estadounidenses, China era responsable de la construcción y el mantenimiento de aeródromos militares, incluidas bases para bombarderos B-29 muy costosas, que excedieron con creces los presupuestos iniciales y costaron 79.900 millones de dólares canadienses. En 1943, Estados Unidos ofreció cubrir algunos gastos en dólares estadounidenses a un tipo de cambio oficial de 20:1, pero como la moneda china se devaluó drásticamente, el acuerdo se volvió insostenible. En 1945, el valor de la moneda cayó a 1/2500 de su nivel anterior a la guerra, con una inflación aún más severa en bases importantes como Kunming. Esto llevó a que finalmente se abandonara la tasa de 20:1 para los pagos a las fuerzas armadas estadounidenses. Los pagos de Estados Unidos cesaron después de un acuerdo final de 45 millones de dólares estadounidenses para fines de 1944, lo que obligó a China a cubrir los gastos, que representaban entre el 15% y el 22% de su gasto fiscal. Entre 1942 y 1945, China desembolsó 246.000 millones de dólares canadienses para ayuda militar estadounidense, aproximadamente el 7% de sus gastos militares totales.

### Shanghái

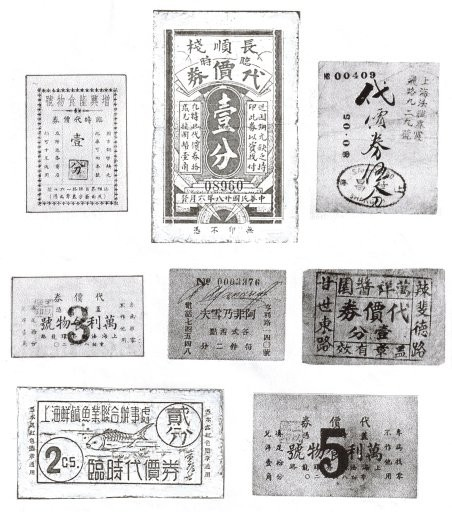
Billetes de emergencia emitidos por varias tiendas chinas en Shanghái entre 1937 y 1941.

Entre 1937 y 1941, Shanghái siguió siendo próspera gracias a la protección extranjera. En Shanghái, las conexiones internacionales ayudaron a que se recuperara rápidamente como centro comercial. En 1938, tras los reveses iniciales debidos a la guerra chino-japonesa, las importaciones se habían recuperado de 3.760 millones de yuanes en 1938 a 34.100 millones de yuanes en 1941. Las exportaciones también aumentaron de 2.220 millones de yuanes en 1938 a 19.290 millones de yuanes en 1941.
Sin embargo, la ciudad sufría constantemente escasez de arroz. Shanghái, que tradicionalmente se sustentaba con el excedente de las provincias cercanas de Zhejiang y Jiangsu, tuvo que importar más arroz de Saigón debido a los conflictos en las zonas vecinas. Si bien los precios del arroz se estabilizaron cuando se restablecieron los vínculos de transporte con el interior de China en 1938, volvieron a subir en 1939 cuando el ejército japonés comenzó a requisar por la fuerza el arroz de las provincias circundantes. En 1940, Shanghái dependía por completo de las importaciones de arroz del sudeste asiático.
El auge económico de Shanghái en tiempos de guerra se caracterizó por un comportamiento especulativo y una falta de regulación. La gente acaparó arroz y otros materiales, lo que provocó una inflación diaria. En 1940, el precio del arroz fino había aumentado hasta cuatro veces el precio de antes de la guerra. En 1939, la actividad bursátil se volvió incontrolable y el comercio de productos relacionados con la guerra, como el algodón, hizo subir los precios. El algodón que se vendía a 1.000 yuanes por fardo en septiembre de 1939 se duplicó a 2.000 yuanes en mayo de 1940. Sin embargo, la rendición francesa ante Alemania en junio de 1940 provocó el colapso de los precios inflados. Esto dio lugar a la quiebra de la noche a la mañana de más de 50 empresas de importación y exportación y a una pronunciada caída de los valores de las acciones.
Aunque las fábricas intentaron proporcionar sustitutos a los trabajadores, estos esfuerzos fueron insuficientes para mantener un nivel de vida decente debido a los aumentos desenfrenados de los precios del arroz y los alquileres. Esto provocó un aumento de las protestas, las manifestaciones y los delitos violentos. Los movimientos obreros aumentaron significativamente, pasando de 21 casos en 1938 a 282 en 1941. Tras la captura japonesa de Shanghái en diciembre de 1941, la inflación en la ciudad empeoró aún más, el desempleo aumentó y la producción disminuyó, como resultado de los suministros inadecuados bajo el sistema de racionamiento japonés.

### China ocupada

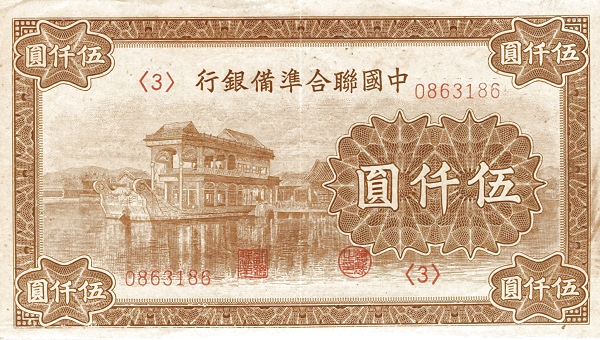
Billete de 5000 yuanes del Banco de la Reserva Unida de 1945

A pesar de su éxito militar, Japón no delineó ningún plan específico para China hasta finales de 1938, cuando el primer ministro japonés declaró su intención de establecer un Nuevo Orden en el Este de Asia. Un aspecto clave de este Nuevo Orden fue el control de la moneda. Sin embargo, Japón no asignó fondos suficientes para respaldar la emisión de monedas estables y creíbles que pudieran lograr una amplia aceptación. Además, la Concesión Internacional de Shanghái, que era el centro bancario de China, mantuvo su estatus neutral hasta 1941. Esta neutralidad permitió que un mercado de divisas libre siguiera funcionando independientemente de las directivas de Tokio o Chongqing.

Estados títeres japoneses en la China ocupada, 1937-1941

Japón consideraba al norte de China como una extensión de su patria y planeaba integrar su moneda al bloque del yen. El Banco Central de Manchuria, creado en 1932, emitió billetes de yuanes vinculados al yen en 1935. En el este de Hebei, bajo un régimen títere creado por el Acuerdo He-Umezu de 1935, los japoneses hicieron circular billetes del Banco de Chōsen. Estos billetes, que se utilizaron intensamente a partir de julio de 1937, se depreciaron debido al uso excesivo. Para estabilizar la situación, el Gobierno Provisional de la República de China, títere de Japón, estableció el Banco de la Reserva Unida en marzo de 1938, emitiendo nuevos billetes que reemplazaron a los billetes del Banco de Chōsen.
Los nuevos billetes se depreciaron debido a la sobreimpresión, lo que provocó inflación. Los empresarios japoneses también evitaron la moneda, ya que era difícil convertirla incluso a yenes. En diciembre de 1938, el Ayuntamiento británico de Tianjin, bajo presión japonesa, prohibió el uso del CNC. De 1938 a 1941, la emisión de billetes aumentó un 450%, lo que agravó la inflación. Los japoneses atrajeron depósitos a estos bancos títeres de manera eficaz al ofrecer tasas de interés más altas, lo que les permitió cobrar CNC por transacciones internacionales. Además, a partir de 1939, el Instituto de Investigación Noborito de Japón se dedicó a la falsificación a gran escala, produciendo aproximadamente 4 mil millones de yuanes para reforzar los esfuerzos bélicos de Japón. A principios de mayo de 1940, Chongqing abandonó sus esfuerzos por mantener el valor del CNC, tras las importantes compras japonesas de divisas con CNC. A finales de 1940, el valor de los billetes de la Reserva Federal había superado al de los billetes del CNC. En 1941, los billetes de la Reserva Federal se convirtieron en la principal moneda de la China septentrional ocupada.

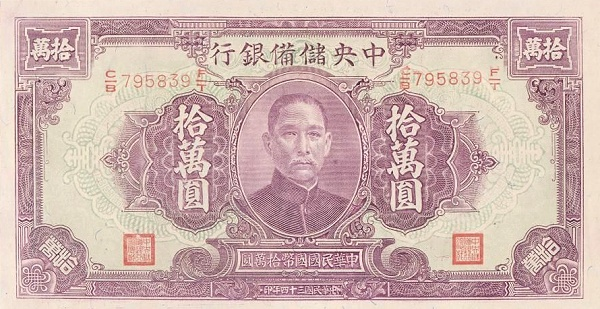
Billete de 100.000 yuanes de CRB de 1945

En el centro y el sur de China no se hizo ningún esfuerzo inmediato por establecer una nueva moneda o un nuevo sistema bancario, ya que Japón pretendía tratar al centro y al sur de China como territorios extranjeros, similar a Hong Kong. El ejército japonés utilizó el yen militar. Esta moneda carecía de seguridad y no estaba respaldada por reservas, pero era difícil rechazarla cuando las fuerzas japonesas la presentaban. A mediados de 1940, se informó de que circulaban más de 100 millones de yenes, y se estima que la cifra ascendía a 600 millones. El primer intento importante de introducir un banco títere fue el Banco Comercial Huaxing en mayo de 1939, pero carecía de reservas y la moneda tuvo un uso limitado. Recién en 1941, bajo el régimen de Wang Jingwei, se hicieron esfuerzos serios por introducir una nueva moneda en China central.
El ejército japonés, reticente a abandonar el uso del yen militar, tardó en responder a los esfuerzos de Wang Jingwei. La depreciación del CNC se ralentizó a finales de 1940, lo que dio al régimen de Wang tiempo suficiente para conseguir financiación para el nuevo banco, que finalmente se fundó como Banco Central de Reserva (CRB) en enero de 1941. En respuesta, Chongqing advirtió a los empresarios de Shanghái que aceptar la moneda sería considerado traición. Tanto el régimen de Wang como el gobierno nacionalista intentaron asesinarlo hasta que el CNC fue prohibido por completo y el gobierno japonés aceptó sustituir el yen militar por billetes CRB, tras el ataque a Pearl Harbor. A pesar de ello, el régimen de Wang tuvo dificultades para mantener el valor de su moneda y se vio obligado a prohibir los cambios con billetes de la Reserva Federal en el norte de China, permitiendo transferencias de divisas sólo a través de once bancos oficiales.

### China comunista

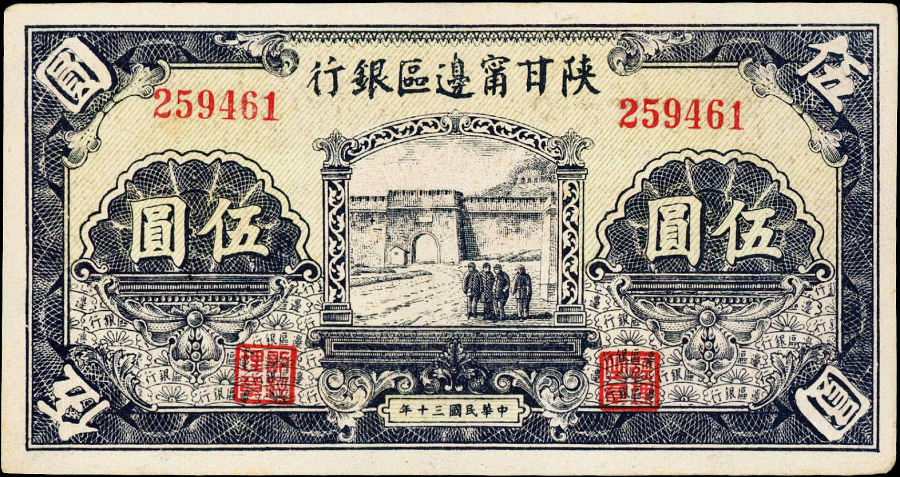
Un billete comunista de 5 yuanes en 1941

Las zonas controladas por los comunistas sufrieron menos la inflación porque cada una emitía su propia moneda y tenían una economía autosuficiente. Antes de 1942, las zonas controladas por los comunistas en Shandong dependían principalmente del CNC, que se podía cambiar por libras esterlinas y dólares estadounidenses, y las monedas emitidas por los comunistas estaban vinculadas al CNC. Sin embargo, tras el estallido de la Guerra del Pacífico en 1941, las autoridades japonesas prohibieron el CNC en los territorios bajo su control. Se deshicieron de cientos de millones de CNC para adquirir suministros bélicos esenciales, lo que supuso el riesgo de agotar los valiosos recursos de las zonas controladas por los comunistas. En respuesta, los comunistas decidieron prohibir el uso del CNC. En 1943, el gobierno comunista de Shandong creó la Oficina de Industria y Comercio para estabilizar su propia moneda. Mediante la compra de materiales estratégicos y el apoyo financiero a la producción agrícola e industrial, la Oficina frenó eficazmente el aumento de los precios. Ante una inflación significativa, los comunistas supuestamente plantaron y vendieron opio para aliviar sus dificultades financieras, lo que apoyó su moneda.

## Guerra civil

Depreciación de la moneda nacional china, 1946-1948 (enero de 1946 como 100).

### China nacionalista
| Fecha | Fecha      | Tasa de mercado (CNC por dólar estadounidense) | Índice de precios |
| ----- | ---------- | ---------------------------------------------- | ----------------- |
| 1946  | Junio      | 2,665                                          | 378,217           |
| 1946  | Diciembre  | 6,063                                          | 681,563           |
| 1947  | Marzo      | 14,000                                         | 1,386,593         |
| 1947  | Junio      | 36,826                                         | 2,905,700         |
| 1947  | Septiembre | 50,365                                         | 4,635,700         |
| 1947  | Diciembre  | 149,615                                        | 10,063,000        |
| 1948  | Marzo      | 449,620                                        | 32,576,900        |
| 1948  | Junio      | 2,311,250                                      | 197,690,000       |
| 1948  | Septiembre | 8,683,000                                      | 558,900,000       |

Cuando la guerra llegó a su fin de forma repentina en agosto de 1945, el gobierno de Chongqing no estaba preparado para hacer la transición a una economía y una moneda estables en tiempos de paz. Los fracasos militares del último período de la guerra y la pérdida de gran parte de sus ingresos, ya de por sí insuficientes, llevaron a una rápida aceleración de la hiperinflación. Al final de la guerra, la producción industrial de la China no ocupada había caído a poco más del 12% de su producción anterior a la guerra. La economía rural se vio gravemente afectada por la escasez de mano de obra, los impuestos excesivos y los desastres naturales.
Sin embargo, el gobierno nacionalista siguió gastando mucho dinero militar para contrarrestar la amenaza comunista, lo que provocó un déficit presupuestario y un aumento de la circulación de dinero. Entre 1946 y 1948, los gastos militares representaron aproximadamente el 60% del gasto gubernamental total. A pesar del aumento de los ingresos, no alcanzaron a cubrir los gastos, lo que dio lugar a un déficit creciente que duplicó los ingresos fiscales después de 1946. El déficit se solucionó en gran medida imprimiendo más dinero. La dependencia del gobierno de la impresión de dinero para financiar el esfuerzo bélico condujo a la hiperinflación: los precios al por mayor en Shanghái se quintuplicaron entre septiembre de 1945 y febrero de 1946, y luego se multiplicaron por treinta el año siguiente.

#### Reforma monetaria de 1948
| Fecha | Fecha           | Emisión de billetes (en millones de GY) | Tasa de mercado (GY por dólar estadounidense) | Índice de precios |
| ----- | --------------- | --------------------------------------- | --------------------------------------------- | ----------------- |
| 1948  | 31 de agosto    | 296.8                                   | 4                                             | 100               |
| 1948  | 30 de noviembre | 3,204.3                                 | 42                                            | 1,365             |
| 1949  | 28 de febrero   | 59,663.5                                | 2,980                                         | -                 |
| 1949  | 25 de abril     | 2,037,105.7                             | 813,880                                       | 112,490           |
| 1949  | 31 de julio     | 125,124,637.2                           | -                                             | -                 |

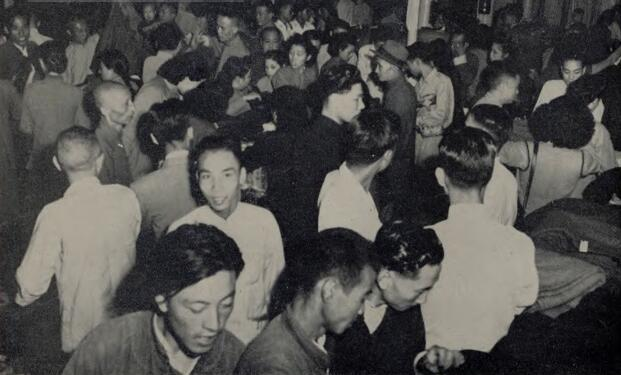
Compras de pánico en Shanghái tras la reforma monetaria de 1948

El 19 de agosto de 1948 se implementó una reforma monetaria con el objetivo de lograr la estabilidad de precios mediante el cambio del patrón monetario. El CNC fue reemplazado por el yuan chino de oro (GY), con un tipo de cambio fijado en 1 GY por cada CNC$3.000.000. Se decía que la moneda estaba fijada a cuatro por un dólar, respaldada por activos reales del gobierno. El gobierno aconsejó a sus ciudadanos que cambiaran sus tenencias de plata u oro por la nueva moneda. Además, los precios de las materias primas se congelaron en sus niveles del 19 de agosto, por lo que se requirió la aprobación del gobierno para cualquier cambio.
Sin embargo, el gobierno continuó gastando deficitariamente, lo que resultó en un aumento excesivo de la circulación monetaria. La pérdida de ciudades importantes, incluidas Tianjin, Xuzhou y Hankou, redujo aún más la moral pública. En octubre de 1948, la circulación del GY había alcanzado casi ocho veces el máximo permitido. La continua impresión de dinero significó que la reforma no logró estabilizar los precios, lo que llevó a que la nueva moneda se depreciara incluso más rápido que su predecesora, la CNC.

#### Intento fallido de control de precios

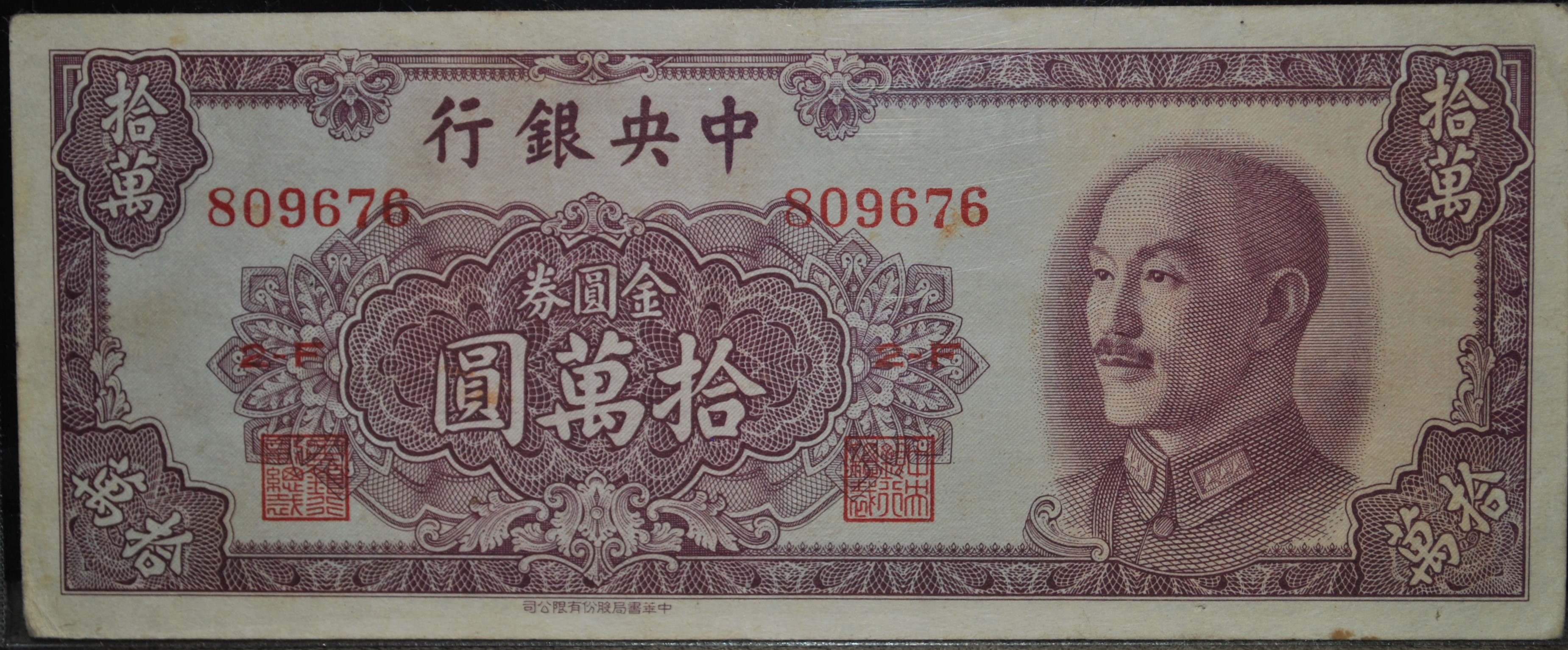
Billete de yuan chino de oro de 100.000 yuanes de 1949

El hijo de Chiang Kai-shek, Chiang Ching-kuo, fue designado para supervisar la implementación de los controles de precios. Sin embargo, estas medidas sólo se aplicaron en Shanghái y resultaron eficaces durante sólo dos meses. La introducción del yuan de oro fue acompañada de una gran fanfarria como supuesta solución a los problemas económicos, pero los escépticos argumentaron que simplemente eliminó seis ceros del valor del CNC. Inicialmente fijado en cuatro GY por dólar estadounidense, el tipo de cambio cayó rápidamente bajo las presiones de la inflación y la especulación, volviendo al nivel del CNC de agosto de 1948 en mayo de 1949.

#### Sustitución de moneda
La inflación, la depreciación del tipo de cambio de las monedas nacionalistas y la inestabilidad política en China crearon las condiciones ideales para la sustitución de la moneda. El dólar estadounidense era popular como reserva de valor, pero la frontera abierta con Hong Kong y la estabilidad del dólar de Hong Kong (HKD) lo convirtieron en la opción preferida en las ciudades portuarias y el sur de China. La geografía de la región dificultaba el control del flujo de personas, bienes y divisas entre Hong Kong y China, especialmente porque las autoridades de Hong Kong dudaban en imponer restricciones que pudieran afectar su condición de centro comercial. El HKD estaba respaldado por reservas de divisas a través de una junta monetaria, lo que mantuvo los precios estables hasta fines de 1949. Alrededor de dos tercios del aumento en la emisión de billetes de Hong Kong entre 1945 y 1947 fluyó hacia China.

### Taiwán
Durante la segunda guerra sino-japonesa, Taiwán, en su calidad de colonia japonesa, tuvo que comprar deuda japonesa mediante la compra por parte del Banco de Taiwán. En 1945, el banco ofreció importantes pagos adelantados al gobierno japonés, lo que contribuyó a la inflación de la guerra. En noviembre de 1945, Taiwán fue entregada al gobierno nacionalista de China. El gobierno intentó aislar del continente las antiguas zonas controladas por Japón, como Taiwán y Manchuria, con nuevas monedas. Por ello, autorizaron al Banco de Taiwán a emitir una nueva moneda llamada dólar taiwanés, para sustituir a la moneda japonesa existente, aunque sin respaldo de reservas, en mayo de 1946. El banco pronto se convirtió en un financista clave para el Gobierno Provincial de Taiwán y otorgó préstamos sin garantía a empresas estatales, lo que condujo a una inflación constante en 1947 y principios de 1948.
A finales de 1948, la inflación en Taiwán se disparó como resultado de la reforma monetaria en el continente. A pesar del debilitamiento del yuan chino, el tipo de cambio con el dólar taiwanés se mantuvo sin cambios, lo que atrajo importantes entradas de capital que inflaron la oferta monetaria. El ajuste del tipo de cambio provocó que la salida de capitales se multiplicara por ocho en noviembre de 1948, pero en diciembre se registró una deflación del 9,01%. El debilitamiento de la posición de los nacionalistas en el continente provocó la fuga de capitales y las transferencias de recursos a Taiwán. En noviembre de 1948, el límite a la emisión de yuanes de oro se levantó debido al aumento de los déficits. La decadencia económica en el continente impulsó aún más el movimiento de capital hacia Taiwán, lo que hizo que una salida de 23.277 millones de dólares taiwaneses en noviembre se convirtiera en una importante entrada de 214.495 millones en diciembre, lo que representa el 73,4% del aumento de la moneda de ese mes.

### Manchuria
Tras la rendición de Japón en 1945, los comunistas se centraron en hacer de Manchuria su base. En noviembre de 1945, emitieron su propia moneda en Manchuria, que más tarde compitió con las monedas respaldadas por los nacionalistas durante la guerra civil china. A finales de 1947, los comunistas consiguieron el control manteniendo estable su moneda, a diferencia de los nacionalistas. Un factor importante de su éxito fue la prevención de la especulación privada mediante la venta de bienes esenciales a precios bajos y controlados. La Oficina General de Comercio de Harbin, la única ciudad importante que controlaban antes de 1948, ayudó a mantener estables los precios al introducir en el mercado productos como la tela de algodón.

### China comunista

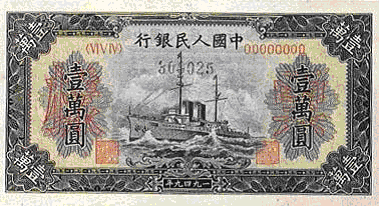
Moneda de 10.000 renminbi emitida en 1949

A medida que los comunistas avanzaban, el renminbi reemplazó al yuan-oro como moneda de curso legal a un tipo de cambio de 100.000:1 el 1 de octubre de 1949. Los gastos militares en 1949 impulsaron una importante emisión de renminbi, lo que contribuyó a una alta inflación, aunque no tan extrema como en la China nacionalista. En marzo de 1950, se estaban realizando esfuerzos de estabilización, a pesar de que los precios al por mayor eran más de 200 veces superiores a los niveles de mediados de 1949. Los datos fiscales de 1949 estaban fragmentados, ya que no había un presupuesto nacional unificado y solo se disponía de detalles presupuestarios para las administraciones regionales. En el norte de China, el 69,5% de los gastos de abril de 1949 procedían de gastos deficitarios, y la emisión de dinero superaba los niveles estables entre 14 y 16 veces. Las presiones fiscales aumentaron a medida que los comunistas avanzaban en el sur. Manchuria informó de un presupuesto equilibrado, mientras que Shanghái tenía déficits graves, que alcanzaron un máximo de más del 87% de los gastos a mediados de 1949. Las estimaciones nacionales para el déficit de 1949 sugieren que fue sustancial, oscilando entre el 47,74% y hasta dos tercios del gasto total. Para combatir la inflación, el régimen comunista utilizó una variedad de estrategias centradas en la indexación, el comercio controlado por el Estado y la consolidación fiscal.

#### Control de productos básicos

El líder comunista Chen Yun logró asegurar la estabilidad financiera en Shanghái a mediados de 1949.

El sistema de paridad salarial, introducido en abril de 1949, indexaba los depósitos bancarios a una unidad de producto que representaba los patrones de consumo locales. Esto protegía el valor real de los depósitos de la inflación y ayudaba a estabilizar la velocidad del dinero, reduciendo la presión del gasto de pánico. Para garantizar que los salarios reales se mantuvieran al ritmo de la inflación, el gobierno implementó un sistema de paridad salarial en 1949, que luego fue reemplazado por "puntos salariales" en 1950. Estos puntos representaban partes de una canasta de bienes y vinculaban los salarios al costo de artículos esenciales como alimentos, ropa y combustible. Las empresas comerciales estatales desempeñaron un papel fundamental en el control de la inflación, ya que manipulaban la oferta de productos básicos clave, como los cereales, el algodón y el carbón. Compraban bienes a través de impuestos, empresas estatales y la producción del sector privado, y utilizaban estos recursos para intervenir en los mercados urbanos. De ese modo, buscaban reducir los precios, retirar la moneda de circulación y combatir la especulación. Si bien sus operaciones eran complejas y a menudo se topaban con resistencia, especialmente en las zonas rurales, ayudaron a estabilizar los precios urbanos hasta cierto punto.

#### Control de capitales
El 28 de mayo de 1949, la Comisión de Control Militar de Shanghái declaró al renminbi como la única moneda legal. El decreto exigía que todas las transacciones financieras, pagos de impuestos y contratos utilizaran el renminbi, prohibiendo el yuan de plata, el yuan de oro y las monedas extranjeras para los pagos. La conversión del yuan de oro al renminbi comenzó el 30 de mayo a una tasa de 1 renminbi por 100.000 yuanes de oro y concluyó el 5 de junio, con más de 35 billones de yuanes de oro convertidos, eliminándolo efectivamente de Shanghái. La especulación sobre el yuan de plata aumentó a medida que muchos empresarios dudaban de la estabilidad del renminbi y esperaban que fracasara como el yuan de oro. Entre el 1 y el 10 de junio de 1949, el precio del yinyuan en el mercado negro se triplicó, lo que desató la inflación. En su apogeo, el comercio del yuan de plata estaba muy extendido y el renminbi era rechazado o sólo parcialmente aceptado en el mercado mayorista. Para estabilizar el renminbi, el gobierno del alcalde Yi Chen puso en circulación 410.000 yuanes de plata el 5 y 6 de junio, pero esto no redujo los precios. El 10 de junio se implementaron medidas más estrictas: las autoridades ocuparon el edificio de la Bolsa de Valores, un epicentro de la especulación, y arrestaron a más de 1.000 comerciantes, y más de 200 recibieron sanciones. El precio del yuan de plata cayó rápidamente y la especulación cesó.

#### Control presupuestario

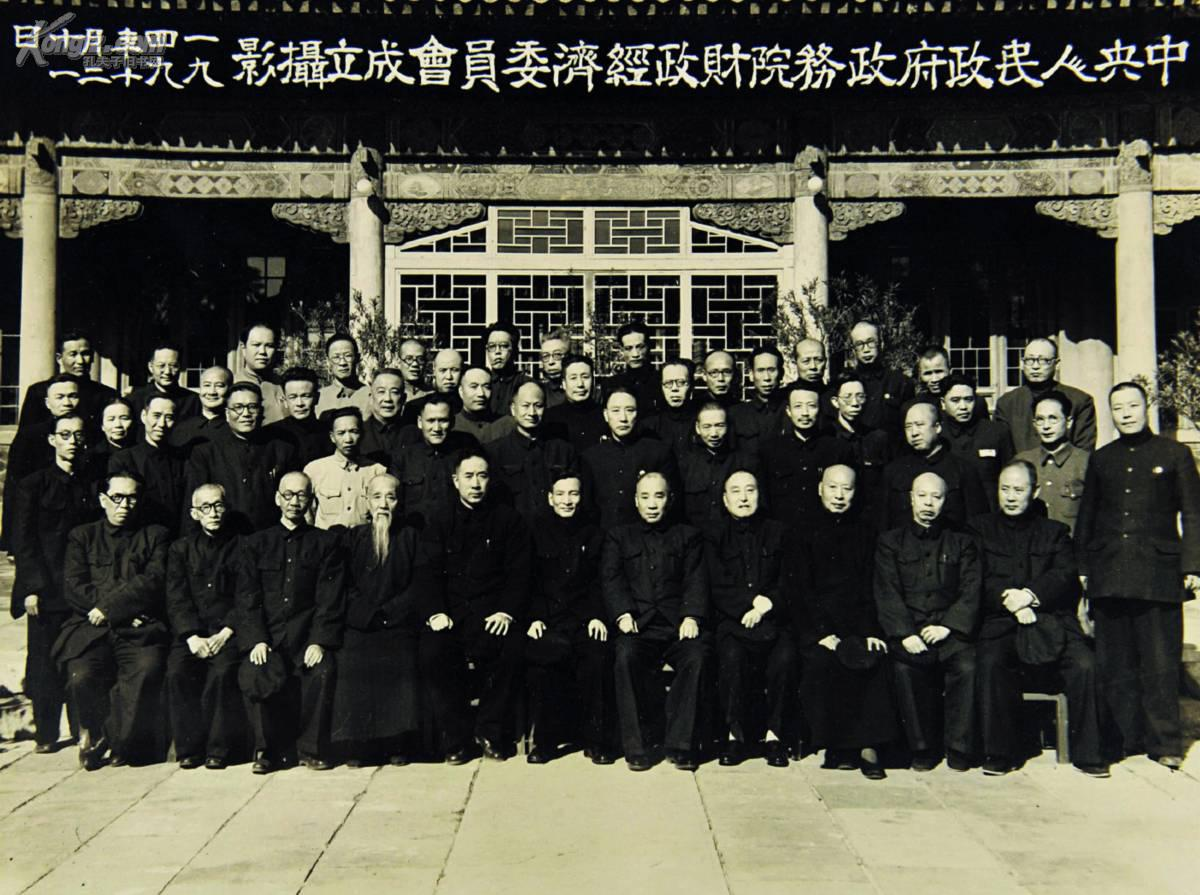
Formación del Comité Económico y Financiero del Consejo de Estado de la República Popular China en octubre de 1949.

A pesar del papel de las empresas comerciales estatales, las políticas fiscales del gobierno fueron cruciales. La consolidación fiscal del 3 de marzo de 1950 ayudó a controlar el gasto público, que se había inflado debido a los costos militares y los salarios del sector público. Al limitar el gasto y equilibrar el presupuesto, el gobierno pretendía reducir las presiones inflacionarias, lo que llevó a una estabilización gradual de la moneda y los precios a mediados de 1950. En marzo de 1950, un decreto gubernamental exigió que los fondos de los órganos estatales y militares se depositaran en bancos estatales, lo que limitó el gasto innecesario y frenó la velocidad del dinero. Esta medida, combinada con una marcada caída en la rotación de depósitos bancarios privados, ayudó a reducir la inflación y evitar nuevas alzas de precios.

## Consecuencias

### Revolución comunista de china
La inflación en tiempos de guerra fue especialmente problemática para los asalariados, como profesores, burócratas y oficiales militares. Sin embargo, la gravedad del problema aumentó significativamente en las etapas finales de la guerra. Para quienes tenían ingresos fijos, la supervivencia a menudo conducía a la corrupción. La hiperinflación también socavó el atractivo de la banca moderna, ya que la gente optó por poseer activos tangibles como oro, plata, joyas, alimentos y divisas extranjeras para protegerse contra el empeoramiento de la inflación. Estas duras condiciones económicas erosionaron el apoyo a los nacionalistas, especialmente entre la clase media urbana, que tradicionalmente había sido su base. A medida que la inflación empeoraba, crecía la desilusión con las políticas económicas de Chiang Kai-shek, lo que llevó a una hostilidad generalizada o indiferencia hacia los nacionalistas. El intento del gobierno de controlar la inflación mediante medidas administrativas sólo empeoró la situación, haciendo que las políticas nacionalistas fueran extremadamente impopulares y perdiendo credibilidad y apoyo.
Milton Friedman señaló que la burocracia, la corrupción y la mala gestión financiera, que provocaron el colapso del mercado monetario y la hiperinflación, fueron factores importantes en la derrota de los nacionalistas en la guerra civil. La grave hiperinflación en China, sumada a la capacidad de los comunistas para controlarla, contribuyó a su ascenso al poder.

### Restablecimiento de la estabilidad financiera en Taiwán

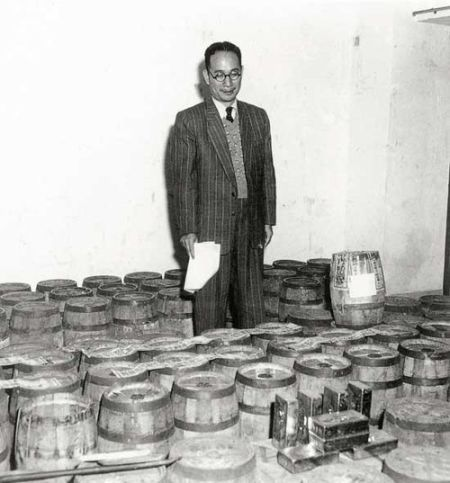
La reserva de yuanes chinos de oro fue transportada en secreto a Taiwán

A partir de finales de 1948, Chiang Kai-shek trasladó de forma encubierta las reservas de oro de China desde Shanghái a Taiwán, estimadas entre 113,6 y 115,2 toneladas, mientras su gobierno perdía gradualmente la guerra civil. El periodista británico George Vine presenció el traslado el 2 de diciembre de 1948 desde su habitación en el Peace Hotel. Aunque su relato fue recibido con escepticismo, desencadenó una corrida bancaria a nivel nacional. Más tarde, se introdujo el nuevo dólar taiwanés, que reemplazó al antiguo dólar taiwanés a un tipo de cambio de uno por 40.000. Los aproximadamente 800.000 taels de oro, junto con 10 millones de dólares traídos desde Shanghái, brindaron estabilidad esencial a una nación que había experimentado una hiperinflación severa desde 1945.
Debido a la reubicación del gobierno central en Taiwán a fines de 1949, el Banco de Taiwán tuvo que realizar aún más pagos por adelantado a las agencias del gobierno central. A pesar de la reforma del dólar taiwanés, el déficit presupuestario continuó empeorando, lo que ejerció una presión aún mayor sobre los precios. Sin embargo, el estallido de la guerra de Corea el 25 de junio de 1950 condujo a la reanudación inmediata de la ayuda estadounidense a Taiwán. Esta asistencia permitió al gobierno nacionalista reducir el déficit presupuestario y, en última instancia, poner fin a la hiperinflación.

### Citas
1. 1 2  Habegger, Jay (1 de septiembre de 1988). «Origins of the Chinese Hyperinflation». Foundation for Economic Education. Archivado desde el original el 13 de junio de 2024. Consultado el 15 de noviembre de 2024.
2. 1 2 3 4  Burdekin, Richard C. K.; Whited, Hsin-hui I. H. (1 de enero de 2005). «Exporting hyperinflation: The long arm of Chiang Kai-shek». China Economic Review 16 (1): 71-89. ISSN 1043-951X. doi:10.1016/j.chieco.2004.09.001. hdl:10419/94620. Archivado desde el original el 12 de abril de 2022. Consultado el 15 de noviembre de 2024.
3. ↑  Babcock, J. M.; Makinen, G. E. (1975). «The Chinese Hyperinflation Reexamined». Journal of Political Economy 83 (6): 1259-1267. ISSN 0022-3808. JSTOR 1830861. doi:10.1086/260394. Archivado desde el original el 5 de mayo de 2024. Consultado el 15 de noviembre de 2024.
4. ↑  Ebeling, Richard M. (5 de julio de 2020). «The Great Chinese Inflation: Inflation Undermined Popular Support Against Communism». Foundation for Economic Education. Archivado desde el original el 28 de mayo de 2024. Consultado el 15 de noviembre de 2024.
5. ↑  Reed, Lawrence W. (11 de mayo de 2022). «What China's Hyperinflation in the 1940s Can Teach Americans». Foundation for Economic Education.
6. 1 2 3 4  Friedman, Milton (1992). «Franklin D. Roosevelt, Silver, and China». Journal of Political Economy 100 (1): 62-83. ISSN 0022-3808. JSTOR 2138806. doi:10.1086/261807.
7. 1 2 3  Skoyles, Jan (26 de septiembre de 2013). «How one man took China's gold». The Northern Miner (en inglés estadounidense). Archivado desde el original el 25 de noviembre de 2023. Consultado el 16 de noviembre de 2024.
8. 1 2 3  Wu, Tsong-min (2006). «Taiwan's Hyperinflation: 1945-1950». Bulletin of Academia Historica (en chino) (10): 129-159. doi:10.7058/BAH.200612.0129.
9. 1 2 3  Chang, 1958, 1.1 Prewar Background
10. 1 2 3 4  Li, Michell (2019). «Inflation in Eastern China during the Second Sino-Japanese War». Studies in Applied Economics (Baltimore: The Johns Hopkins University). Archivado desde el original el 28 de mayo de 2024. Consultado el 15 de noviembre de 2024.
11. 1 2  Chang, 1958, 1.2 The First Period of War Inflation, 1937-1939
12. 1 2 3 4  Guo, Yibei; Dong, Baomin (1 de junio de 2020). «Where is the beef? The costs of American aid and wartime China's hyperinflation». China Economic Review 61: 101260. ISSN 1043-951X. doi:10.1016/j.chieco.2018.12.003.
13. ↑  Chang, 1958, 2 War Inflation, 1940-1945
14. ↑  Office of Strategic Services Research and Analysis Branch (17 de agosto de 1945), Inflation in Free China, Langley, VA: Agencia Central de Inteligencia.
15. 1 2 3  Huff, Gregg (2015), «Finance for war in Asia and its aftermath»,  en Tooze, Adam; Geyer, Michael, eds., Total War: Economy, Society and Culture, The Cambridge History of the Second World War (Cambridge: Cambridge University Press) 3: 56-93, ISBN 978-1-107-03995-7, consultado el 16 de noviembre de 2024.
16. 1 2 3  Coble, 2023, Chapter 1. Ichigo and Its Aftermath.
17. 1 2  Wang, Yuru (2008), Urban wholesale price change and economic growth in modern China, Tianjin: Nankai University.
18. 1 2 3  «日军侵华上海成为"孤岛" 经济何以空前繁荣？» [Japanese Invasion Turns Shanghai into an "Isolated Island": How Did Its Economy Flourish Unprecedentedly?]. Phenix News (en chino). Hong Kong. Consultado el 16 de noviembre de 2024.
19. 1 2 3  Jiang, Jie (2017). «Property Crime in Wartime Shanghai: Unemployment, Inflation and Hunger (1937—1942)». Historical Research in Auhui (en chino) (5): 72-81.
20. 1 2  Fei, Yao (2014). «A Study of Daily Life in Shanghai During the Isolated Island Period». Chinese Studies in History (en inglés) 47 (3): 29-52. ISSN 0009-4633. doi:10.2753/CSH0009-4633470302.
21. ↑  Coble, 2003, Chapter 2. Japan's New Order.
22. 1 2 3 4 5  Coble, 2003, Chapter 3. Establishing Control.
23. ↑  «WWII JAPANESE COUNTERFEITING OF CHINESE CURRENCY». Newman Numismatic Portal, Washington University in St. Louis. 11 de enero de 2015.
24. ↑  Coble, 2003, Chapter 4. Puppet Governments and Chinese Capitalists.
25. 1 2  Huang, Yanjie (2013), China's great monetary revolution, 1942-1950, Singapore: NUS East Asian Institute, ISBN 978-981-07-5140-1.
26. ↑  Chen, Yung-fa (1995). «The Blooming Poppy under the Red Sun: The Yan'an Way and the Opium Trade».  En Saich, Tony; Van De Ven, Hans J., eds. New Perspectives on the Chinese Revolution. New York, NY: Routledge. ISBN 9781315702124. doi:10.4324/9781315702124-13. Archivado desde el original|urlarchivo= requiere |url= (ayuda) el 26 de junio de 2023. Consultado el 18 de noviembre de 2024.
27. 1 2  Chang, 1958, Table 25. The foreign exchange rate and internal prices (Jan. 1946 - Jul. 1948).
28. 1 2 3  Osinsky, Pavel (1 de septiembre de 2010). «Modernization Interrupted? Total War, State Breakdown, and the Communist Conquest of China». The Sociological Quarterly (en inglés) 51 (4): 576-599. ISSN 0038-0253. doi:10.1111/j.1533-8525.2010.01184.x.
29. ↑  Zhao, Liuyan; Li, Lianfa (1 de julio de 2015). «Interest rate, money demand and seigniorage: The Chinese hyperinflation 1946–1949». China Economic Review 34: 169-179. ISSN 1043-951X. doi:10.1016/j.chieco.2015.05.002. Archivado desde el original el 13 de junio de 2020. Consultado el 16 de noviembre de 2024.
30. ↑  Chang, 1958, Table 26. Gold yuan note issue, exchange rates and whole sale price index, Shanghai, August 31, 1948-July 31, 1949.
31. 1 2 3 4  Zhao, Liuyan (1 de febrero de 2017). «The behavior of money demand in the Chinese hyperinflation». China Economic Review 42: 145-154. ISSN 1043-951X. doi:10.1016/j.chieco.2015.06.001.
32. 1 2 3 4  Stuart, 1954, Chapter 10. The Dream that Did Not Come True.
33. 1 2  Schenk, Catherine (2000). «Another Asian Financial Crisis: Monetary Links between Hong Kong and China 1945—50». Modern Asian Studies (en inglés) 34 (3): 739-764. ISSN 1469-8099. doi:10.1017/S0026749X00003826.
34. 1 2  Makinen, Gail E.; Woodward, G. Thomas (1989). «The Taiwanese Hyperinflation and Stabilization of 1945-1952». Journal of Money, Credit and Banking 21 (1): 90-105. ISSN 0022-2879. JSTOR 1992580. doi:10.2307/1992580. Archivado desde el original el 30 de mayo de 2024. Consultado el 18 de noviembre de 2024.
35. 1 2 3 4 5  Burdekin, Richard C. K.; Wang, Fang (1 de octubre de 1999). «A Novel End to the Big Inflation in China in 1950*». Economics of Planning (en inglés) 32 (3): 211-229. ISSN 1573-0808. doi:10.1023/A:1003616005474.
36. ↑  He, Zengping (2 de octubre de 2023). «How Is Money Driven? The Case in Shanghai (1949–1950)». Journal of Economic Issues (en inglés) 57 (4): 1229-1240. ISSN 0021-3624. doi:10.1080/00213624.2023.2273144. Archivado desde el original el 14 de enero de 2024. Consultado el 16 de noviembre de 2024.
37. ↑  «How Chiang spirited China's gold away from the Reds». South China Morning Post (en inglés). 6 de junio de 2010. Archivado desde el original el 20 de abril de 2023. Consultado el 16 de noviembre de 2024.
38. ↑  Packard, Wingate. «City on the edge ; Shanghai's prosperity and pleasures plumbed by Seattle native». The Seattle Times (en inglés). Consultado el 16 de noviembre de 2024.